# Si loin du monde…
Si loin du monde… est une nouvelle sarcastique de science-fiction de Jacques Sternberg. La nouvelle est une manière, pour l'auteur, de critiquer la société de consommation sous couvert d'un récit d'un tiers qui découvre avec surprise puis consternation la façon de vivre des Occidentaux au milieu du XXe siècle

## Publications
La nouvelle a été publiée en France :
- dans Entre deux mondes incertains, recueil de nouvelles de Jacques Sternberg, éditions Denoël, collection Présence du futur no 21 (1958, puis réédition en 1973) ;
- dans Futurs sans avenir, recueil de nouvelles de Jacques Sternberg, éditions Robert Laffont, collection Ailleurs et Demain (1971) ;
- dans Futurs sans avenir, recueil de nouvelles de Jacques Sternberg, Le Livre de poche no 7017 (1977) ;
- dans l'anthologie Les Mondes francs, tome hors-série de La Grande Anthologie de la science-fiction paru en 1988 (il s'agit de la nouvelle la plus longue du recueil [66 pages]).

## Résumé
Un extraterrestre de la planète Fylchride est envoyé « en reconnaissance » sur Terre pour contribuer à une invasion de la planète qui aura lieu à long terme. Il est l'Agent no 2 et doit rencontrer l'Agent no 1, envoyé trois mois plus tôt et dont on n'a pas reçu le rapport.
Le récit, à la première personne du singulier et rédigé comme un rapport administratif, explique la surprise sans cesse croissante de l'extraterrestre face à la vie quotidienne des Occidentaux : le bruit, la vitesse, la pollution, les odeurs, la nourriture, la boisson, le cinéma, la couleur des murs, les maisons d'habitation, l'absence de politesse, l'égoïsme, etc., etc.
L'extraterrestre tente de rencontrer son homologue, mais découvre vite qu'il est mort un mois auparavant. Il en ignore la raison. Il se fait embaucher dans une entreprise de reliure, et a du mal à supporter le travail quotidien répétitif et idiot qu'il doit réaliser.
Au fur et à mesure que le temps d'écoule, le narrateur extraterrestre montre son dégoût sans cesse croissant pour cette planète qu'il déteste et pour ses habitants qu'il honnit de plus en plus. Lui-même dépérit, ne s'alimentant plus, perdant toute couleur et toute envie de vivre. La fin du récit montre l'extraterrestre faire comme son compatriote, qui en fait s'était suicidé : lui aussi se laisse dépérir, glissant lentement mais inexorablement vers une mort qui ressemble à un suicide lucide et assumé.